# 165 (szám)
A 165 (százhatvanöt) a 164 és 166 között található természetes szám.
A 165 szfenikus szám és tetraéderszám, tizennyolcszögszám. valamint az első 14 természetes szám osztóösszegének az összege.